# Minh Chí Thư Viện
Minh Chí Thư Viện (tiếng Trung: 明志書院; bính âm: Míngzhì Shūyuàn) là một học viện cũ trước đây trong thời Đài Loan dưới sự cai trị của nhà Thanh ở Thái Sơn, Tân Bắc, Đài Loan.

## Lịch sử
Học viện được thành lập vào năm 1763 bởi Hồ Trác Du (tiếng Trung: 胡焯猷) người đến từ Vĩnh Định, Phúc Kiến bên cạnh đó ông còn hiến đất và gây quỹ. Học viện bị sụp đổ vào năm 2003 sau đó đã được khôi phục lại.

## Kiến trúc
Hai bên tường có phần giới thiệu lịch sử và kiến trúc của học viện.